# Banjarimbo
Banjarimbo is een bestuurslaag in het regentschap Pasuruan van de provincie Oost-Java, Indonesië. Banjarimbo telt 1413 inwoners (volkstelling 2010).